# Theodor von Heigelin
Theodor von Heigelin (* 6. April 1876 in Liebenzell; † 15. Januar 1930) war Offizier der Kaiserlichen Schutztruppe für Kamerun.

## Leben
Nach der ersten Ausbildung im elterlichen Hause durch Privatunterricht, dem Besuch der Lateinschule in Mergentheim und des Karlsgymnasiums in Heilbronn und vormilitärischer Ausbildung in einem Privatinstitut im vornehmen Berlin-Lichterfelde trat von Heigelin 1894 in das Infanterie-Regiment „Kaiser Friedrich, König von Preußen“ (7. Württembergisches) Nr. 125 als Avantageur ein. 1896 wurde er zum Leutnant, 1905 zum Oberleutnant und 1912 zum Hauptmann befördert.
Im Februar 1904 schied er aus dem XIII. (Königlichen Württembergischen) Armee-Korps aus und trat in die Kameruner Schutztruppe ein, der er bis zum Ersten Weltkrieg angehörte.
Heigelin gehörte zu den erfahrensten Offizieren der Schutztruppe, nahm u. a. 1904 an der Unterwerfung der Anyang im Bezirk Ossidinge teil und war ab 1906 Führer des Offizierspostens Kam. 1913 vollzog er die Übernahme des im Marokko-Kongo-Abkommen von Frankreich abgetretenen Bezirks Iwindo in deutsche Verwaltung.
1919 durch Verfügung des Reichskolonialamtes zum Major befördert schied Heigelin ein Jahr später im Rahmen der Verringerung der deutschen Heeresstärke aus dem aktiven Dienst aus.